# Forest-en-Cambrésis
Forest-en-Cambrésis là một xã ở tỉnh Nord trong vùng Hauts-de-France, Pháp.